# Marco Grassi
Marco Grassi, född 8 augusti 1968, är en schweizisk före detta professionell fotbollsspelare som spelade anfallare för fotbollsklubbarna Zug 94, Zürich, Chiasso, Servette, Rennes, Monaco, Sion, Cannes, Lyon och Nice mellan 1987 och 2000. Han vann ett ligamästerskap med Servette för säsongen 1993–1994 och var delaktig när Monaco vann det franska ligamästerskapet för säsongen 1996–1997. Grassi spelade också 31 landslagsmatcher för det schweiziska fotbollslandslaget mellan 1993 och 1998.